# Solitude (stadion)
Het Solitude is een multifunctioneel stadion in Belfast, de hoofdstad van Noord-Ierland. Het ligt in de wijk Cliftonville. In het stadion is plaats voor 5.442 toeschouwers.

## Naam
De naam Solitude betekent eenzaamheid in het Nederlands. Het land waar het stadion staat werd vroeger zo genoemd en toen het land werd gekocht door zakenman John Brown en hij daar een huis bouwde noemde hij dit huis naar het land, Solitude. 

## Opening
Het stadion werd geopend op 20 augustus 1890. Bij de officiële opening werd een atletiekevenement georganiseerd. Nadat de Ierse doelman William McCrum de strafschop had bedacht werd in dit stadion de eerste strafschop in een officiële wedstrijd genomen. In 1891 werd er bij dit stadion verlichting geplaatst, het eerste stadion in Ierland waarbij dit het geval was.

## Gebruik
Het stadion wordt vooral gebruikt voor voetbalwedstrijden, de voetbalclub Cliftonville FC maakt gebruik van dit stadion. Ook het Ierse voetbalelftal speelde hier een aantal interlands. Zo werd op 3 maart 1894 tegen Engeland gespeeld voor het British Home Championship. De thuisclub speelt ook af en toe een internationale wedstrijd in de stadion. Het zijn dan wedstrijden in de Champions League of Europa League. 

## Renovaties
Er zijn verschillende renovaties geweest. Zo is de hoofdtribune een aantal keer vervangen. De eerste keer in november 1893, nadat een deel van de tribune door storm vernietigd was. In 1949 werd de hoofdtribune door een brand verwoest, waarna een nieuwe werd gebouwd. In 1970 en 1995 werd er nieuwe stoelen geplaatst. In 2001 werd een nieuwe west-tribune gebouwd. Deze kreeg de naam "The Bowling Green". In 2008 kwam daar een oost-tribune bij, met de naam "Cage". In 2009 werd er nieuwe verlichting geplaatst en in 2010 kwam er kunstgras te liggen.

## Afbeeldingen

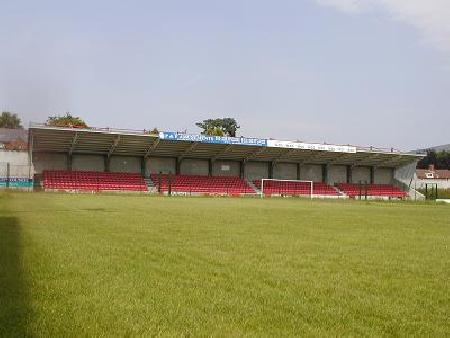
"TheAway End"
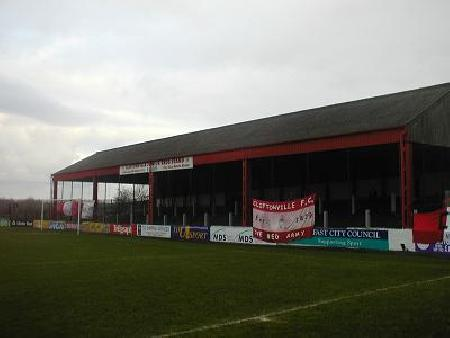
"The Cage"
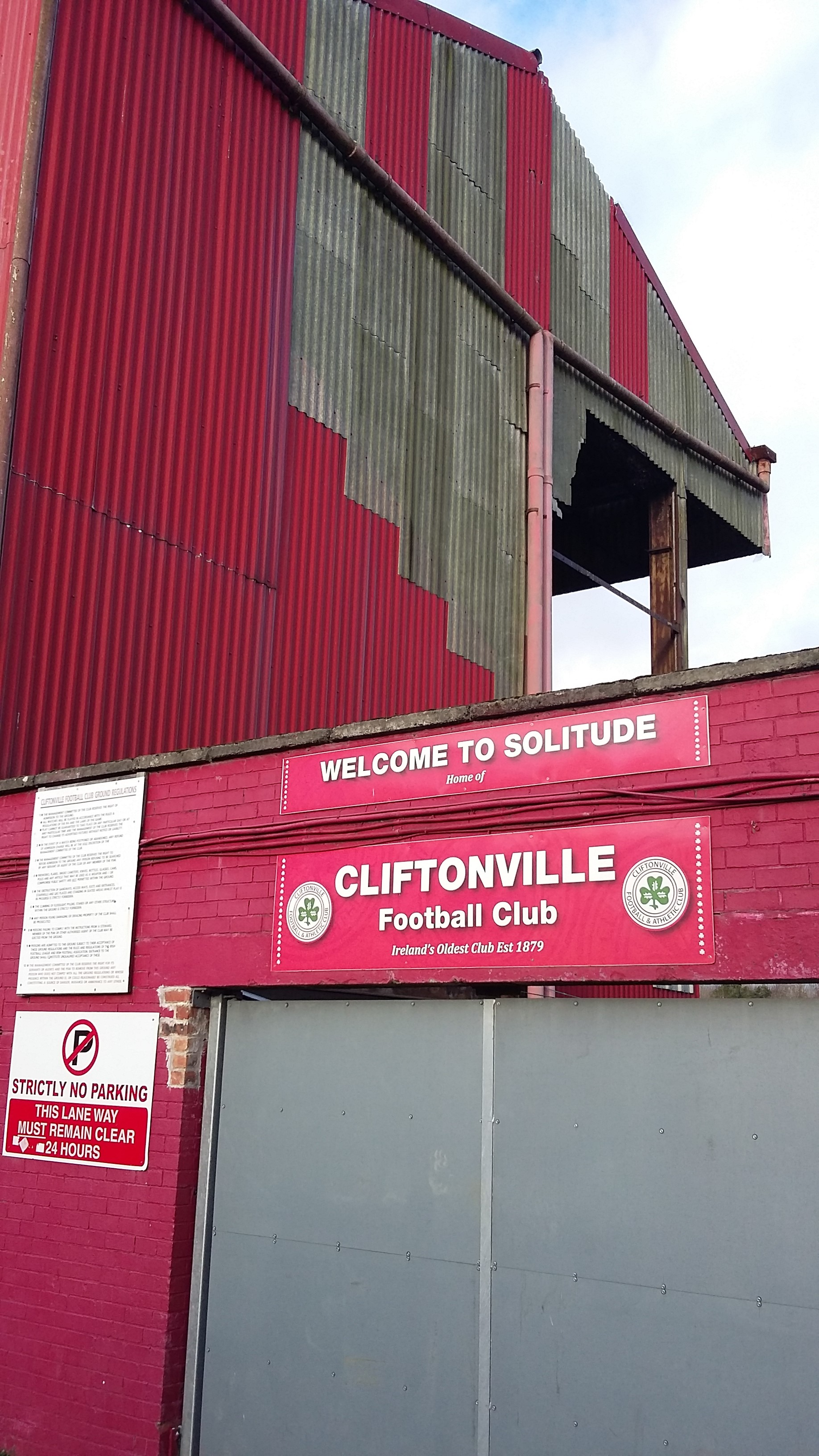
Ingang van het stadion.

Ballymena Showgrounds (Ballymena United FC) ·
Inver Park (Larne FC) ·
Milltown (Warrenpoint Town FC) ·
Mourneview Park (Glenavon FC) ·
Seaviewstadion (Crusaders FC) ·
Shamrock Park (Portadown FC) ·
Solitude (Cliftonville FC) ·
Stangmore Park (Dungannon Swifts FC) ·
Taylors Avenue (Carrick Rangers FC) ·
The Oval (Glentoran FC)
The Showgrounds (Coleraine FC) ·
Windsor Park (Linfield FC)
Bangor Fuels Arena (Ards FC) ·
Breda Park (Knockbreda FC) ·
Darragh Park (Dergview FC) ·
Dixon Park (Ballyclare Comrades FC) ·
Ferney Park (Ballinamallard United FC) ·
Lakeview Park (Loughgall FC) ·
Ryan McBride Brandywell Stadium (Institute FC) ·
Tandragee Road (Annagh United FC) ·
The Showgrounds (Newry City AFC) ·
Tillyburn Park (Harland & Wolff Welders FC)
Upper Malone (Queens University Belfast AFC) ·
Wilgar Park (Dundela FC)
Bangor Fuels Arena (Bangor FC) ·
Crystal Park (Banbridge Town FC) ·
Fortwilliam Park (Tobermore United FC) ·
Holm Park (Armagh City FC) ·
Mill Meadow (Moyola Park FC) ·
Mullaghacall (Portstewart FC) ·
New Forge Lane (PSNI FC) ·
New Grosvenor Stadium (Lisburn Distillery FC) ·
Planters Park (Dollingstown FC) ·
Solitude (Newington FC)
The Showgrounds (Limavady United FC) ·